# 宮崎市立江南小学校
宮崎市立江南小学校（みやざきしりつ こうなんしょうがっこう）は、宮崎県宮崎市江南四丁目にある公立小学校。
市役所の南南西約2Kmの大淀川の西に位置し、周囲に自然の残る海抜約30mの小高い丘の上の学校である。学校の周辺は、住宅化がほぼ完了し成熟している地域と、年々新しい住宅が建ち並び、市街地に向けての成長をしている地域を包含している。
PTA活動は活発で、学校教育に対する理解と協力は献身的なものがある。子どもを主体とした地区運動会・各地区の夏祭り、江子連行事等が年々充実してきている。
福祉教育やボランティア活動にも力を入れている。

## 沿革
- 1980年（昭和55年） - 宮崎市立江南小学校として開校する。 児童数860名、21学級編成
- 1981年（昭和56年） - 学校観察園完成、体育館完成、みんなの森完成。
- 1982年（昭和57年） - 文部省/県/市指定研究学校公開、校歌制定。
- 1983年（昭和58年） - 県植樹祭にて、学校緑化優秀校として表彰される。
- 1984年（昭和59年） - 全国植樹祭において、日本学校緑化コンクールの部入選表彰。
- 1985年（昭和60年） - 校舎増築（6教室、中校舎）延長。全国植樹祭において、日本学校緑化コンクールの部入選表彰。宮崎市小・中学校花壇コンクールにおいて最優秀賞受賞。
- 1986年（昭和61年） - 宮崎市教育委員会指定「豊かな心を培い、思いやりと実践力の ある子供を育てる教育課程の研究」研究公開。
- 1987年（昭和62年） - 宮崎フラワーショウ学校花壇コンテストにおいて、実行委員会賞 受賞。市小・中学校花壇コンクールにおいて最優秀賞受賞。
- 1988年（昭和63年） - 全国小学校道徳教育研究大会にて公開授業をする。市小・中学校花壇コンクールにおいて最優秀賞受賞。
- 1989年（平成1年） - 創立10周年記念式典開催。市小・中学校花壇コンクールにおいて最優秀賞受賞。
- 1990年（平成2年） - 市指定「自ら学ぶ力を育てる国語科学習指導法の研究」の研究 公開。市小・中学校花壇コンクールにおいて最優秀賞受賞。
- 1994年（平成6年） - 創立15周年記念PTA主催記念講演会開催。市小・中学校花壇コンクールにおいて学級花壇賞受賞。
- 1996年（平成8年） - パソコン室完成 （18台）。
- 1997年（平成9年） - 宮崎市花の街づくりコンクールで最優秀賞受賞。県花の宮崎づくりコンクール最優秀賞受賞。全国花の町づくりコンクール最優秀賞受賞。
- 1999年（平成11年） - 宮崎市教育委員会指定「豊かな心を育む教育」研究公開
- 2000年（平成12年） - 全国学校教育ビオトープコンクール奨励賞受賞。創立20周年記念誌創刊。「心の教育推進モデル地区」指定の活動開始。「学力向上指導研究開発モデル事業」指定の活動開始。
- 2002年（平成14年） - 県PTA新聞コンクールで努力賞受賞。宮日新聞PTA新聞コンクールで優秀賞受賞。低学年用小プール完成。

## 教育目標
個性豊かに、たくましく、希望をもって楽しく生きる子どもの育成

## めざす児童像
- 感動する子
- がんばる子
- やさしい子
- 協力する子